# Longhai
Longhai (chiń. upr. 龙海; chiń. trad. 龍海; pinyin Lónghǎi) – miasto w Chinach, w prowincji Fujian. W 2010 roku liczyło 422 993 mieszkańców.